# Liste der GEKE-Mitgliedskirchen
Die Liste der Mitgliedskirchen der Gemeinschaft Evangelischer Kirchen in Europa (GEKE) führt aktuell (Stand Februar 2023) 96 Kirchen auf.

## Liste, nach Staaten sortiert
| Bild | Name | Ort                  | Staat                                             | Beschreibung |
| ---- | --- | -------------------- | ------------------------------------------------- | --- |
|      | Iglesia Evangélica del Rio de la Plata (Evangelische Kirche am La Plata)                                                                    | Buenos Aires         | Argentinien                                       | |
|      | Iglesia Evangélica Luterana Unida | Buenos Aires         | Argentinien                                       | |
|      | Iglesia Evangélica Metodista (Argentina) | Buenos Aires         | Argentinien                                       | |
|      | Eglise Protestante Unie de Belgique (Vereinigte Protestantische Kirche von Belgien)                                                         | Brüssel              | Belgien                                           | Fusion zweier Kirchen: der protestantischen Kirche und der reformierten Kirche in Belgien. |
|      | Den reformerte Synode i Danmark (Reformierte Synode von Dänemark)                                                                           | Kopenhagen           | Dänemark                                          | |
|      | Evangelisk-lutherske Folkekirke i Danmark (Dänische Volkskirche)                                                                            | Frederiksberg        | Dänemark                                          | |
|      | United Methodist Church Nordic and Baltic Area                                                                                              | Kopenhagen           | Dänemark                                          | |
|      | Bremische Evangelische Kirche | Bremen               | Deutschland                                       | |
|      | Bund evangelisch-reformierter Kirchen Deutschlands                                                                                          | Hamburg              | Deutschland                                       | |
|      | Evangelische Brüder-Unität, Herrnhuter Brüdergemeine                                                                                        | Bad Boll             | Deutschland                                       | |
|      | Evangelische Kirche der Pfalz | Speyer               | Deutschland                                       | |
|      | Evangelische Kirche im Rheinland | Düsseldorf           | Deutschland                                       | |
|      | Evangelische Kirche in Berlin-Brandenburg schlesische Oberlausitz                                                                           | Berlin               | Deutschland                                       | Fusion zweier Landeskirchen nach der deutschen Wiedervereinigung; außerdem fusionierte die Kirche der schlesischen Oberlausitz. |
|      | Evangelische Kirche in Deutschland | Hannover             | Deutschland                                       | |
|      | Evangelische Kirche in Hessen und Nassau | Darmstadt            | Deutschland                                       | |
|      | Evangelische Kirche in Mitteldeutschland | Magdeburg            | Deutschland                                       | Fusion der Kirchenprovinz Sachsen und der Thüringischen Landeskirche. |
|      | Evangelische Kirche von Kurhessen Waldeck                                                                                                   | Kassel               | Deutschland                                       | |
|      | Evangelische Kirche von Westfalen | Bielefeld            | Deutschland                                       | |
|      | Evangelische Landeskirche Anhalts | Dessau               | Deutschland                                       | |
|      | Evangelische Landeskirche in Baden | Karlsruhe            | Deutschland                                       | |
|      | Evangelische Landeskirche in Württemberg | Stuttgart            | Deutschland                                       | |
|      | Evangelisch-lutherische Kirche in Bayern | München              | Deutschland                                       | |
|      | Evangelisch-Lutherische Kirche in Norddeutschland                                                                                           | Kiel                 | Deutschland                                       | Die „Nordkirche“ entstand 2012 aus der Fusion der Evangelisch-Lutherischen Landeskirche Mecklenburgs und Pommerschen Evangelischen Kirche, die die Leuenberger Konkordie unterzeichnet hatten, und der Nordelbischen Evangelisch-Lutherischen Kirche, deren Vorgängerkirchen (Schleswig-Holstein, Hamburg, Eutin, Lübeck) bereits die Leuenberger Konkordie unterzeichnet hatten. |
|      | Evangelisch-Lutherische Kirche in Oldenburg                                                                                                 | Oldenburg            | Deutschland                                       | |
|      | Evangelisch-Lutherische Landeskirche Hannover                                                                                               | Hannover             | Deutschland                                       | |
|      | Evangelisch-Lutherische Landeskirche in Braunschweig                                                                                        | Braunschweig         | Deutschland                                       | |
|      | Evangelisch-Lutherische Landeskirche Sachsen                                                                                                | Dresden              | Deutschland                                       | |
|      | Evangelisch-Lutherische Landeskirche Schaumburg-Lippe                                                                                       | Bückeburg            | Deutschland                                       | |
|      | Evangelisch-Methodistische Kirche Zentralkonferenz Deutschland                                                                              | Frankfurt            | Deutschland                                       | |
|      | Evangelisch-Reformierte Kirche | Leer                 | Deutschland                                       | |
|      | Lippische Landeskirche | Detmold              | Deutschland                                       | |
|      | [Litauische Evangelisch-Lutherische Exilkirche]                                                                                             | Bad Zwischenahn      | Deutschland                                       | Die Kirche bildete sich nach der Besetzung des Baltikums durch sowjetische Truppen 1939. Nachdem die letzten Amtsträger gestorben und die weiteren Mitglieder sich längst in andere Kirchen integriert haben, gilt sie als nicht mehr bestehend und wird auf der Liste der Mitgliedskirchen nicht aufgeführt.                                                                     |
|      | Selbstständige Evangelisch-Reformierte Wallonisch-Niederländische Kirche zu Hanau                                                           | Hanau                | Deutschland                                       | |
|      | Union Evangelischer Kirchen in der EKD | Hannover             | Deutschland                                       | |
|      | Iglesia Evangélica Luterana del Ecuador | Quito                | Ecuador                                           | |
|      | Eesti evangeelne Luterilik Kirik (Estnische Evangelisch-Lutherische Kirche)                                                                 | Tallinn              | Estland                                           | |
|      | Suomen Evankelis-Luterilainen Kirkko (Evangelisch-Lutherische Kirche Finnlands)                                                             | Helsinki             | Finnland                                          | Beteiligt sich an der Arbeit der GEKE, ohne die Leuenberger Konkordie unterzeichnet zu haben. |
|      | Eglise de la Confession d’Augsbourg d’Alsace et de Lorraine (Protestantische Kirche Augsburgischen Bekenntnisses von Elsass und Lothringen) | Straßburg            | Frankreich                                        | |
|      | Eglise Protestante Réformée d’Alsace et de Lorraine (Reformierte Kirche von Elsass und Lothringen)                                          | Straßburg            | Frankreich                                        | |
|      | Eglise Protestante Unie de France (Vereinigte Protestantische Kirche Frankreichs)                                                           | Paris                | Frankreich                                        | |
|      | Evangelische Kirche deutscher Sprache in Griechenland                                                                                       | Athen                | Griechenland                                      | |
|      | Ελληνική Ευαγγελική Εκκλησία (Griechische Evangelische Kirche)                                                                              | Athen                | Griechenland                                      | |
|      | Lutheran Church in Ireland | Dublin               | Irland                                            | |
|      | Íslenska þjóðkirkjan (Isländische Staatskirche)                                                                                             | Reykjavik            | Island                                            | |
|      | Chiesa Evangelica Luterana in Italia (Evangelisch-Lutherische Kirche in Italien)                                                            | Rom                  | Italien                                           | |
|      | Chiesa Evangelica Metodista d’Italia | Rom                  | Italien                                           | |
|      | Chiesa Evangelica Valdese (Evangelische Waldenserkirche)                                                                                    | Rom                  | Italien                                           | |
|      | Evangelicka Luteranska Crkva u Republici Hrvatskoj                                                                                          | Zagreb               | Kroatien                                          | |
|      | Reformirana Krscanska Crkva u Hrvatskoj | Vinkovci             | Kroatien                                          | |
|      | [Latvijas Evangeliski Luteriska Baznica (Evangelisch-Lutherische Kirche Lettlands)]                                                         | Riga                 | Lettland                                          | Die Kirche trat 2021 als erste und bislang einzige Kirche aus der GEKE aus. |
|      | Evangelische Kirche im Fürstentum Liechtenstein                                                                                             | Vaduz                | Liechtenstein                                     | |
|      | Lietuvos evangelikų liuteronų Bažnyčia (Evangelisch-Lutherische Kirche in Litauen)                                                          | Tauragé              | Litauen                                           | |
|      | Lietuvos evangelikų reformatų Bažnyčia – Unitas Lithuaniae (Evangelisch-Reformierte Kirche in Litauen)                                      | Birzai               | Litauen                                           | |
|      | Protestantesch Kierch vu Lëtzebuerg | Luxemburg            | Luxemburg                                         | |
|      | Protestantisch-Reformierte Kirche von Luxemburg                                                                                             | Esch-sur-Alzette     | Luxemburg                                         | |
|      | Protestantse Kerk in Nederland | Utrecht              | Niederlande                                       | Fusion der Lutherse, Gereformeerde, Hervormde Kerken. |
|      | Remonstrantse Broederschap | Utrecht              | Niederlande                                       | |
|      | Den norske Kirke (Norwegische Kirche) | Oslo                 | Norwegen                                          | |
|      | Evangelische Kirche A.B. in Österreich | Wien                 | Österreich                                        | |
|      | Evangelische Kirche H.B. in Österreich | Wien                 | Österreich                                        | |
|      | Kosciól Ewangelicko-Augsburski w RP (Evangelisch-Augsburgische Kirche in Polen)                                                             | Warschau             | Polen                                             | |
|      | Kosciól Ewangelicko-Reformowany w RP (Evangelisch-Reformierte Kirche in Polen)                                                              | Warschau             | Polen                                             | |
|      | Igreja Evangélica Metodista Portugesa | Porto                | Portugal                                          | |
|      | Igreja Evangélica Presbiteriana de Portugal                                                                                                 | Lissabon             | Portugal                                          | |
|      | Biserica Evanghélica C.A. din Romania (Evangelische Kirche A.B. in Rumänien)                                                                | Sibiu                | Rumänien                                          | |
|      | Biserica Evanghélica Lutherana din Romania (Evangelisch-Lutherische Kirche in Rumänien)                                                     | Cluj-Napoca          | Rumänien                                          | |
|      | Romániai Református Egyhaz (Reformierte Kirche in Rumänien)                                                                                 | Cluj-Napoca          | Rumänien                                          | |
|      | Romániai Református Egyhaz Királyhágómellék                                                                                                 | Oradea               | Rumänien                                          | |
|      | Bund der Evangelisch-Lutherischen Kirche in Russland und anderen Staaten                                                                    | St. Petersburg       | Russland                                          | |
|      | United Methodist Church Eurasia Episcopal Area                                                                                              | Moskau               | Russland                                          | |
|      | Svenska Kyrkan (Schwedische Kirche) | Uppsala              | Schweden                                          | Beteiligt sich an der Arbeit der GEKE, ohne die Leuenberger Konkordie unterzeichnet zu haben. |
|      | Equmeniakyrkan | Bromma               | Schweden                                          | Beteiligt sich an der Arbeit der GEKE, ohne die Leuenberger Konkordie unterzeichnet zu haben. |
|      | Evangelisch-reformierte Kirche Schweiz | Bern                 | Schweiz                                           | |
|      | Bund Evangelisch-Lutherischer Kirchen in der Schweiz c/o Evangelisch-Lutherische Kirche Genf                                                | Genf                 | Schweiz                                           | |
|      | Evangelisch-Methodistische Kirche Zentralkonferenz Mittel- und Südeuropa                                                                    | Zürich               | Schweiz                                           | |
|      | Slovenská Evanjelika A.V. Cirkev v Srbija                                                                                                   | Novi Sad             | Serbien                                           | |
|      | Szerbiai Reformatus Keresztyén Egyház | Novi Sad             | Serbien                                           | |
|      | Evanjelická Cirkev augsburského vyznania na Slovensku (Evangelische Kirche Augsburgischen Bekenntnisses in der Slowakei)                    | Bratislava           | Slowakei                                          | |
|      | Reformovaná Krest’anská Cirkev na Slovensku (Reformierte Christliche Kirche in der Slowakei)                                                | Rimavská Sobota      | Slowakei                                          | |
|      | Evangelicanska cerkev A.V. v Republiki Sloveniji                                                                                            | Moravske Toplice     | Slowenien                                         | |
|      | Iglesia Evangélica Española (Spanische Evangelische Kirche)                                                                                 | Madrid               | Spanien                                           | |
|      | Ceskobratrská Cirkev Evangelická (Evangelische Kirche der Böhmischen Brüder)                                                                | Prag                 | Tschechien                                        | |
|      | Cirkev Bratrská | Prag                 | Tschechien                                        | |
|      | Cirkev Ceskoslovenska husitska (Tschechoslowakische Hussitische Kirche)                                                                     | Prag                 | Tschechien                                        | |
|      | Slezká Cirkev Evangelicka a.v. (Schlesische Evangelische Kirche A.B.)                                                                       | Cesky Tesin          | Tschechien                                        | |
|      | Deutsche Evangelisch-Lutherische Kirche in der Ukraine                                                                                      | Odessa               | Ukraine                                           | Bislang jüngste Mitgliedskirche der GEKE, im Oktober 2022 aufgenommen |
|      | Kárpátaljai Református Egyház (Reformierte Kirche in Transkarpatien)                                                                        | Beregovo             | Ukraine                                           | |
|      | Magyarországi Evangélikus Egyház (Evangelisch-Lutherische Kirche in Ungarn)                                                                 | Budapest             | Ungarn                                            | |
|      | Magyarországi Református Egyház (Reformierte Kirche in Ungarn)                                                                              | Budapest             | Ungarn                                            | |
|      | Iglesia Evangélica Valdense del Rio de la Plata                                                                                             | Colonia Valdese      | Uruguay                                           | |
|      | Latvia’s Evangelical Lutheran Church Abroad (Lettische Evangelisch-Lutherische Kirche weltweit)                                             | Milwaukee, Wisconsin | Vereinigte Staaten (Mitglieder in vielen Ländern) | |
|      | Church of Scotland | Edinburgh            | Vereinigtes Königreich                            | |
|      | Evangelische Synode deutscher Sprache in Großbritannien                                                                                     | London               | Vereinigtes Königreich                            | |
|      | Presbyterian Church in Ireland | Belfast              | Vereinigtes Königreich                            | |
|      | Presbyterian Church of Wales | Cardiff              | Vereinigtes Königreich                            | |
|      | The Methodist Church in Great Britain | London               | Vereinigtes Königreich                            | |
|      | The Methodist Church in Ireland | Belfast              | Vereinigtes Königreich                            | |
|      | United Free Church of Scotland | Glasgow              | Vereinigtes Königreich                            | |
|      | United Reformed Church | London               | Vereinigtes Königreich                            | Die Congregational Union of Scotland trat der United Reformed Church bei. |